# C More
C More (tidligere CANAL+) er et samlende varemærke for en række tv-kanaler og pay-per-view-tjenester, der viser spillefilm, tv-serier og sport og som udbydes på en række europæiske tv-markeder. Kanalen, der er verdens første betalingskanal, blev lanceret i Frankrig i 1984 og drives her i dag af det Vivendi SA-ejede selskab Groupe Canal+. De skandinaviske kanaler har siden 2003 været drevet uafhængigt af de øvrige europæiske Canal+-kanaler, og ejes af C More Entertainment, som igen er ejet af den svenske Telia Company.
CANAL+ har været til stede på de danske, norske, svenske og finske markeder siden 1997, hvor den franske mediekoncern gennem selskabet CANAL+ Television AB opkøbte FilmNet. I forbindelse med en omstrukturering i Vivendi blev de skandinaviske aktiviteter solgt til to nordiske kapitalfonde og omdøbt til C More Entertainment, for derefter i 2005 at blive solgt til SBS Broadcasting Group, der også stod bag tv-kanalerne Kanal 4, Kanal 5 og radiostationen The Voice. Efter at SBS Broadcasting Group blev overtaget af den tyske mediekoncern ProSiebenSat.1 Media i 2007 blev de skandinaviske aktiviteter i 2008 solgt til den TV4-Gruppen, som er en del af den familieejede Bonnier-koncern.
I Danmark kan C More modtages via satellit, kabel-tv og IPTV.

## Kanaler på det danske marked
C More/Canal+ kanalerne har skiftet navn og form et hav af gange. Første gang Canal+ navnet blev introduceret var i 1997. Filmnet kanalerne blev omdøbt til den regionale Canal+ og den fælles nordiske Canal+ Gul. I 1999 udvidede man med kanalen Canal+ Blå. I 2001 åbnede man endnu en kanal, Canal+ Zap.
Efter et ejerskifte i 2003, kom en større omlægning af kanalerne i 2004. Kanalerne fik nye navne: Canal+ Film 1, Canal+ Film 2, Canal+ Sport og en ny kanal med navnet C More Film. C More Film HD kom til i september 2005 og blev den første nordiske HD kanal. Samtidig åbnede man kanalerne Canal+ Film 3 og C More Film 2.
I november 2006 lukkede man de tre C More Film kanaler og omdøbte dem til Canal+ Mix, Canal+ HD og Canal+ Sport 2.
I 2007 åbnede endnu en HD kanal, Canal+ Sport HD. Samtidig blev den eksisterende HD kanal omdøbt til Canal+ Film HD.
I november 2007 blev kanalernes navne og form ændret igen. Canal+ Film 1 skiftede navn til Canal+ First, Canal+ Film 2, skiftede navn til Canal+ Hits, Canal+ Film 3 skiftede navn til Canal+ Action og Canal+ Mix skiftede navn til Canal+ Drama og samtidig åbnede endnu 2 filmkanal med navnet Canal+ Comedy & Canal 69 som som viste erotisk indhold i de sene aftentimer samt om natten. og endnu en sportskanal så dagens lys Canal+ Sport Extra, som viste ekstra kampe som der ikke var plads til på Canal+ Sport 1 & 2, kanalen delte plads med Canal 69.
Den 1. oktober 2009 åbnede Canal+ endnu en filmkanal, Canal+ SF Kanalen, som viser nye og gamle svenske film fra SF store filmarkiv. kanalen erstattede Canal 69 som dermed blev lukket og Canal+ Sport Xtra fik en selvstændig kanalplads. 
Den 1. april 2010 skiftede Canal+ Comedy navn og blev til Canal+ Series, og vil primært vise serier.
Den 28. august 2010 åbnede Canal+ en del nye sportskanaler på det svenske, norske og finske marked, efter at man havde skaffet sig en masse nye sportsrettigheder til netop disse lande, den eneste kanal som blev tilgængelig på det danske marked var Canal+ Hockey som blev en fællesnordiske ishockeykanal, dog med minimal tilgængelighed, da den kun kan tages af Canal Digitals parabolkunder.
Den 1. juni 2011 skete der igen kanalændringer, Canal+ Drama blev til Canal+ Emotion, og samtidig blev der åbnet en ny familie kanal, med navnet Canal+ Family. som viser børneprogrammer fra BBC's børnekanal CBeebies samt familiefilm fra kl. 6:30-18-30, kanalen kom til at dele plads Canal+ Sport Extra, som nu sender ekstra live fodbold og tennis kampe i tidsrummet fra kl. 18:30-6:30. 
I August 2011 skete der en ændring af Canal+'s HD kanaler, Canal+ Film HD blev til en spejlkanal af Canal+ First, samtidig blev der åbnet 2 nye HD kanaler, Canal+ Hits HD, som er en spejlkanal af Canal+ Hits, samt Canal+ Sport Extra HD/3D, som sender ekstra kampe i HD som der ikke er plads til på Canal+ Sport HD, kanalen vil også blive brugt til at sende udvalgte sportsbegivenheder i 3D. 
4. september 2012 skiftede CANAL+ navn til C More. Samtidig skiftede næsten alle kanalerne også navn.
Den 1. februar 2015 lukkede C More deres C More Kids kanal, med begrundelsen at børnefamilier mere brugte playtjenster, og derfor udvidet man samtidig med mere børne indhold på C More Play. 
Den 1. juli 2015 frasolgte C More deres sportsrettigheder samt kanalerne Canal 9 og Canal 8 Sport til SBS Discovery, hvilket også betød at sportskanalerne C More Tennis, Extreme & Hockey blev lukket i Danmark. fremover vil man kun satse på film og serier, samt deres playtjenste C More Play i Danmark. Playtjensterne C Sports og Filmnet lukkede også. 
I sommeren 2015 købte C More rettighederne til US PGA Golf tour'en fra 2016 til 2021, rettighederne var købt ind til hele Skandinavien, og dermed stod man med en udfordring i Danmark, da man ikke længere havde sportskanaler på det danske marked, og man forsøgte at frasælge rettighederne i Danmark, uden held og dermed besluttede man sidst i december at C More Golf også ville blive tilgængelig i Danmark fra 1. januar 2016 og samtidig vil blive en del af C More Play tjenesten i Danmark.  
Den 1. september 2016 lukkede C More kanalerne C More Action og C More Emotion og de blev erstattet af C More Stars.   
Den 31. december 2018 lukkede C More Golf ned i Danmark, C More havde ellers rettighederne til US PGA Tour til og med 2021, mens Discovery Networks har sikret sig rettighederne fra 2022. Men C More har solgt rettighederne for 2019-2021 videre til Discovery Networks, som overtog allerede fra 1. januar 2019, kanalen kørte videre på det svenske marked indtil 31. december 2021, hvor rettighederne udløb og overgik til Discovery Networks.    
Fra den 28. april 2022 indgik C More en aftale med engelsk BritBox, som vil give adgang til tusindvis af timers britiske kvalitetsserier og film fra BritBox via C More Play.              
Den 8. juli 2023 kom det frem, at C More lukker C More First og C More Series 14. august 2023.       
Pr. 14. august 2023 lukkede C More alle deres flow tv-kanaler i Danmark og kan nu kun streames.       

## Kanaler
Pr. 14. august 2023 består C More af følgende kanaler på det danske marked:
Web-/OnDemand-tjenester:
- C More Play: En OnDemand-tjeneste med alt indhold fra C More og BritBox